# Aranda (Schiff)
Die Aranda ist ein finnisches Forschungsschiff des Suomen ympäristökeskus (Finnish Environment Institute, SYKE), bereedert wird es von der Reederei Meriaura. Das Schiff wurde für den Einsatz in der Ostsee konzipiert, kann aber auch in anderen Seegebieten einschließlich der Polarregionen eingesetzt werden.

## Geschichte
Das Schiff wurde unter der Baunummer 406 auf den Werften Laivateollisuus in Turku und Wärtsilä in Helsinki gebaut und im Juni 1989 fertiggestellt. Die Schiffstaufe fand am 15. Juni 1989 statt. Taufpatin war Raija Voipio, die Frau des damaligen Direktors des Finnish Marine Institute. Das Schiff ersetzte den gleichnamigen Vorgängerbau. Der Schiffsentwurf stammte von Aker Arctic Technology.
Ab Ende Juli 2017 wurde das Schiff von Rauma Marine Constructions in Rauma umgebaut und um sieben Meter verlängert. Die zusätzliche Sektion wurde direkt hinter dem Deckshaus eingefügt, außerdem wurde das Achterschiff umgebaut. Der Umbau wurde im September 2018 abgeschlossen und das Schiff wird durch den Umbau noch bis 2030 nutzbar bleiben.

## Technische Daten
Der Antrieb des Schiffes erfolgt dieselelektrisch. Für die Propulsion stehen zwei Elektromotoren des Herstellers Bakker mit jeweils 1.500 kW Leistung zur Verfügung, die über ein Untersetzungsgetriebe auf einen Verstellpropeller wirken. Die Stromerzeugung für die Antriebsmotoren erfolgt über zwei Generatoren des Herstellers Strömberg mit jeweils 1.570 kVA Scheinleistung, die von zwei Dieselmotoren des Herstellers Wärtsilä mit 1.300 kW Leistung (Typ: Wärtsilä Vasa 8R22MD) bzw. 1.700 kW Leistung (Typ: Wärtsilä Vasa 12V22MD) angetrieben werden. Weiterhin stehen drei Generatoren des Herstellers Strömberg mit jeweils 350 kVA Scheinleistung, die von Dieselmotoren des Herstellers Cummins mit jeweils 280 kW Leistung angetrieben werden, zur Verfügung. Darüber hinaus wurde ein Notgenerator (Valmet 411) mit 52 kW Leistung verbaut.
Das Schiff ist mit einem Bugstrahlruder mit 400 kW Leistung und einem Heckstrahlruder mit 150 kW Leistung ausgestattet. Das Schiff ist mit einem System zur dynamischen Positionierung ausgestattet (DGPS und DP).
Während des Umbaus wird auch die Maschinenanlage überholt und die Motoren für den Betrieb mit Biodiesel umgerüstet. Außerdem soll das Schiff kurze Strecken mit einem rein elektrischen Antrieb zurücklegen können. Hierfür werden entsprechende Akkumulatoren eingebaut. Als zusätzlichen Antrieb bekommt das Schiff einen um 360° drehbaren Wasserstrahlantrieb. Der Wasserstrahlantrieb kann auch als Notantrieb genutzt werden.
Darüber hinaus ist der Einbau von zwei Brennstoffzellen vorgesehen, die den Strom für die Forschungseinrichtungen und den Wohnbereich an Bord zur Verfügung stellen sollen.
Der Rumpf des Schiffes ist eisverstärkt. Das Schiff ist mit der Eisklasse 1A Super klassifiziert und kann bis zu einem halben Meter dickes Eis brechen.

## Ausstattung
Das Schiff führt ein 6,25 Meter langes und 2,15 Meter breites Arbeitsboot mit. Das Arbeitsboot ist mit einem Wasserstrahlantrieb ausgestattet und erreicht als Höchstgeschwindigkeit 30 Knoten. Das Schiff ist mit einem Hangar ausgerüstet und kann zwei Hubschrauber vom Typ Bell 206B JetRanger mitführen.
An Bord befinden sich mehrere Labore. Weiterhin verfügt es über verschiedene Sonar- und Echolotanlagen und ist für den Einsatz von ROVs ausgerüstet. Das Schiff ist mit einem Moonpool und verschiedenen Winden für die Forschungsarbeiten ausgerüstet.
Das Arbeitsdeck ist 110 m² groß. Am Heck des Schiffes befinden sich zwei Heckgalgen, die über 10 bzw. 1,5 Tonnen Hebekapazität verfügen. Der hydraulisch betriebene Kran auf dem Achterdeck kann 3 Tonnen heben. Auf dem Bootsdeck können zwei 20-Fuß-Container gestaut werden. Das Schiff kann bis zu sechzig Tage auf See bleiben und dabei rund 15.000 Seemeilen zurücklegen.
An Bord ist Platz für 13 Besatzungsmitglieder, die in Einzelkabinen untergebracht sind, sowie 27 Wissenschaftler, für die eine Einzelkabine und 13 Doppelkabinen zur Verfügung stehen.